# ریچیرو مانابه
ریچیرو مانابه (انگلیسی: Riichirō Manabe; ۹ نوامبر ۱۹۲۴ – ۲۹ ژانویهٔ ۲۰۱۵) آهنگساز اهل ژاپن بود.